# Huis Zoudenbalch
Huis Zoudenbalch is een rijksmonumentaal pand in het centrum van de Nederlandse stad Utrecht.
Het huis is rond 1467 ontstaan ter hoogte van de Donkerstraat en het bestaat uit meerdere, mogelijk nog oudere, delen. Aan de Mariaplaats/Mariastraat bevindt zich onder meer een rijksmonumentaal poortgebouw, genaamd Bakkerspoort, dat uit omstreeks 1475 dateert en eveneens bij het huis hoorde. Aangezien het grootste deel van het huis buiten de claustrale singel van de Mariakerk lag, geldt het niet als kanunnikenhuis. Het huis is vernoemd naar het patriciërsgeslacht Zoudenbalch, vanuit de middeleeuwen een van de voornaamste families in de stad en naast dit huis tevens eigenaar van onder meer stadskasteel Oudaen. De 3e Buurkerksteeg, een steeg die van het huis Zoudenbalch naar de Buurkerk voert, is reeds omstreeks 1460 ontstaan met Evert Zoudenbalch (1424-1503), die tevens als bouwheer geldt van het Huis Zoudenbalch.
In 1903 raakte huis Zoudenbalch bij een brand ernstig beschadigd. Hierbij werd vrijwel het gehele interieur verwoest. In 1905 volgde een restauratie onder leiding van de architect Pierre Cuypers. Omstreeks 1964 volgde nog een restauratie gevolgd door een verbouwing in 2010.